# Ratlla (mineralogia)

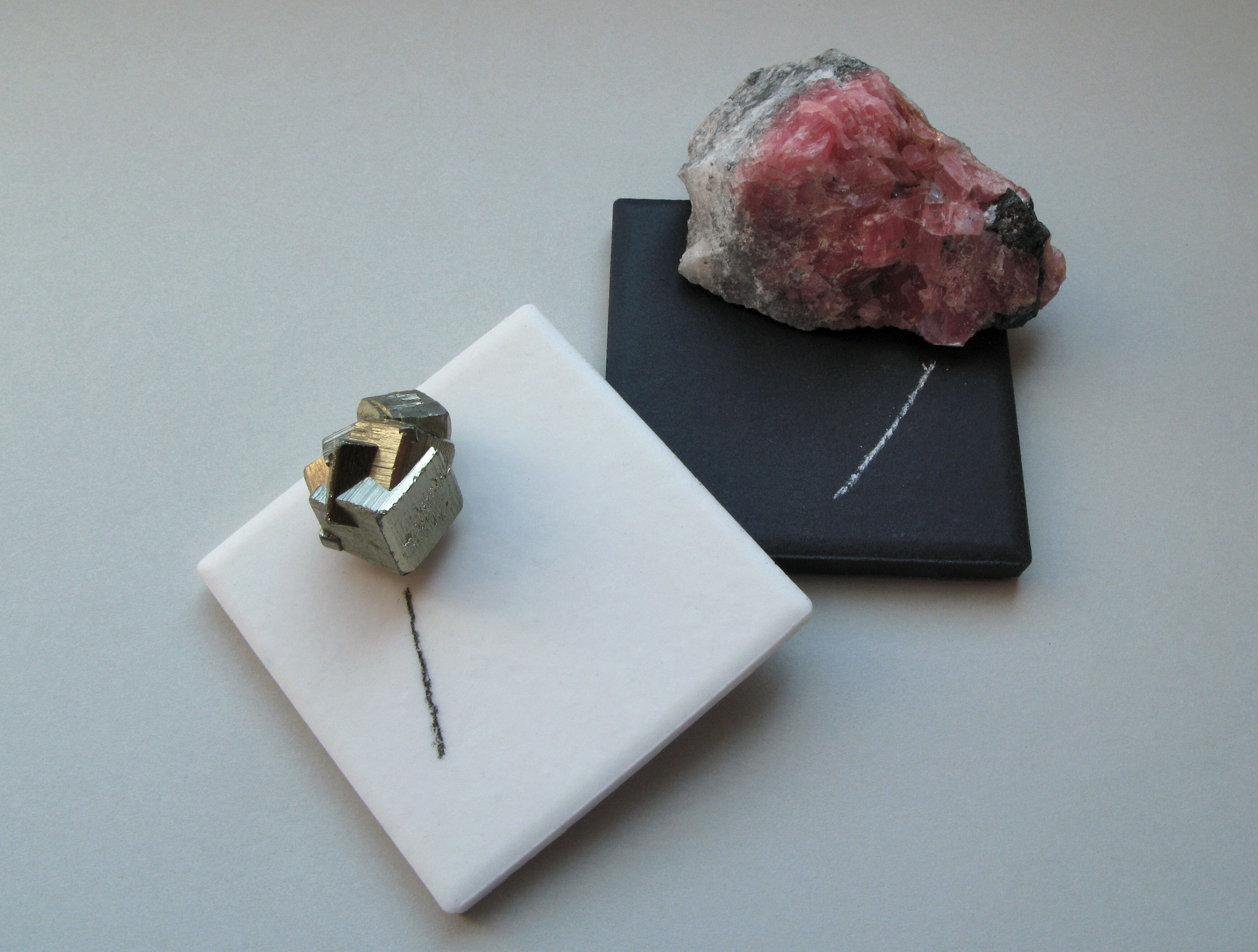
Color de la ratlla de la pirita i la rodocrosita.

La ratlla d'un mineral és el color de la pols d'aquest. S'obté fregant el mineral sobre la superfície sense lluentor d'una porcellana. És una prova diagnòstica millor que el color, ja que és molt més constant.
Les partícules despreses presenten el color genuí del mineral, ja que queden eliminats els efectes òptics secundaris que actuen en la capa superficial del mineral, podent variar el seu propi color. Encara que el mètode correcte per a determinar la ratlla d'un mineral és mitjançant la placa de porcellana, també es pot fer de manera aproximada ratllant la superfície del mineral amb un punxó d'acer.
Els elements natius (or, coure, argent…), la majoria dels sulfurs i alguns òxids presenten un color de ratlla intens i definit, i és aquest un bon mètode de reconeixement per a aquestes espècies. La majoria d'òxids no metàl·lics, clorurs, fluorurs, carbonats, sulfats, fosfats i alguns silicats presenten ratlla blanca.

Com que la placa de porcellana té una duresa aproximada de 7 en l'escala de Mohs, aquest mètode no es pot emprar amb minerals de duresa superior a la de la porcellana, és a dir, amb la majoria dels silicats.

Galeria d'imatges: Diferents ratlles de minerals sobre ceràmica blanca o negra
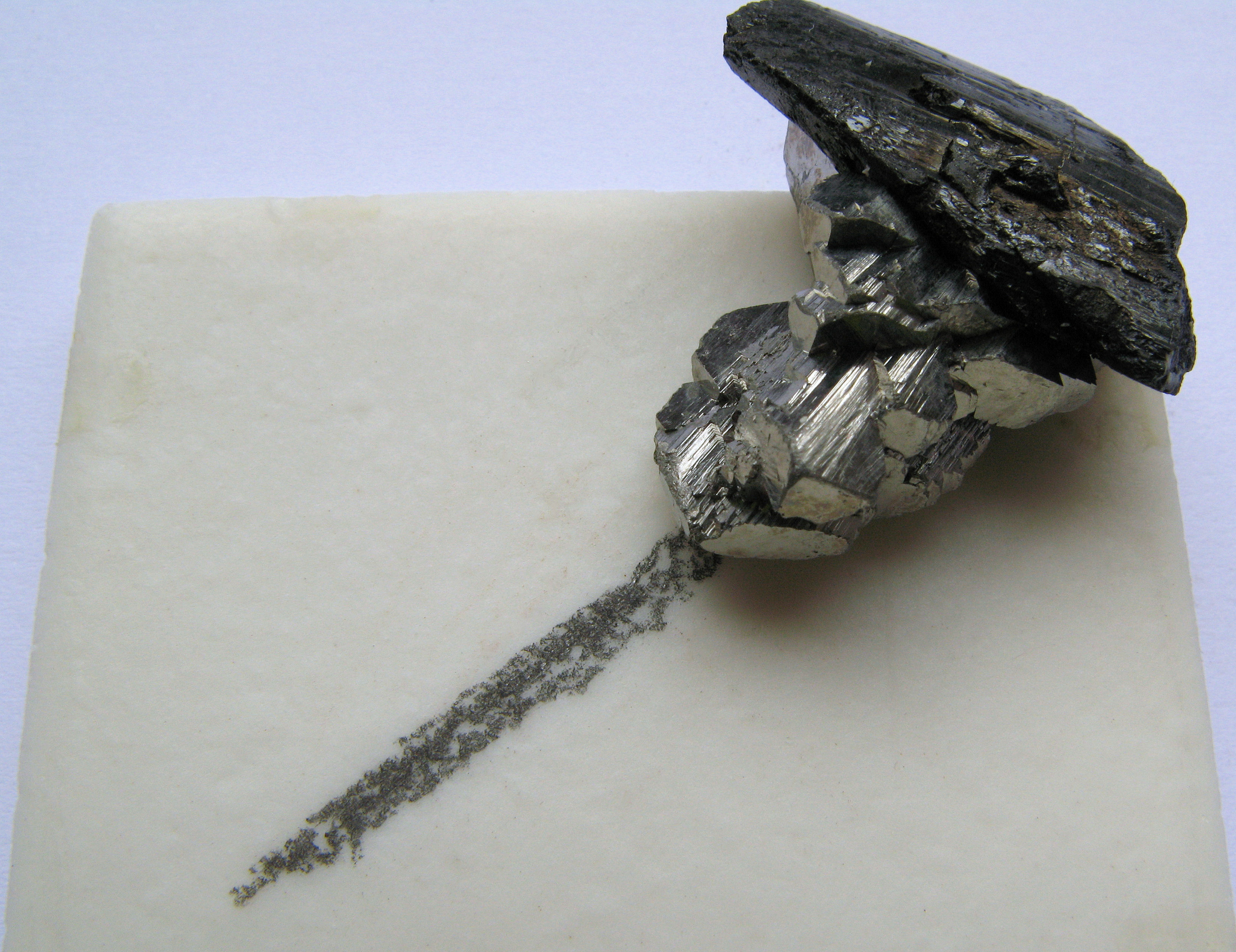
Arsenopirita
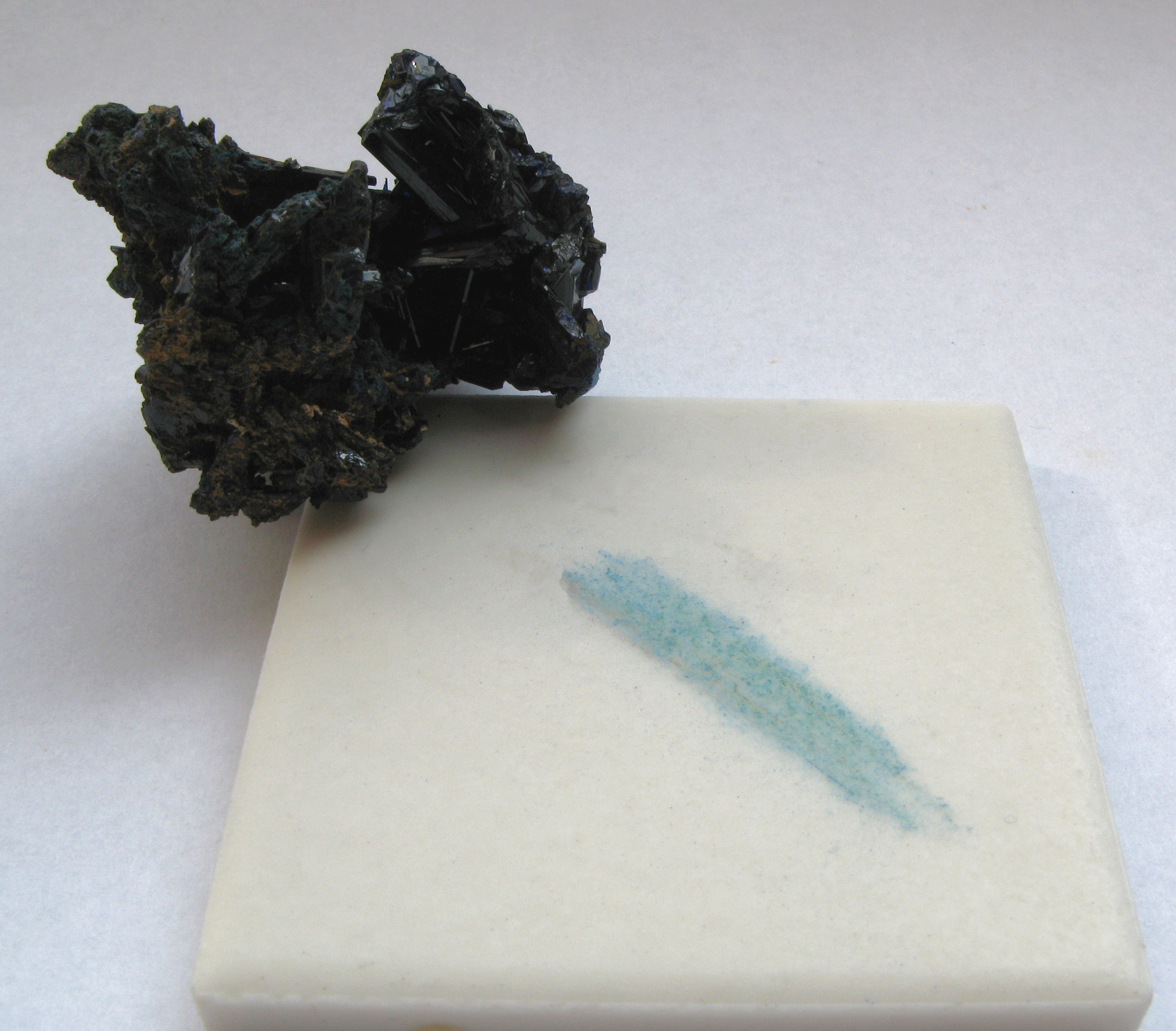
Atzurita
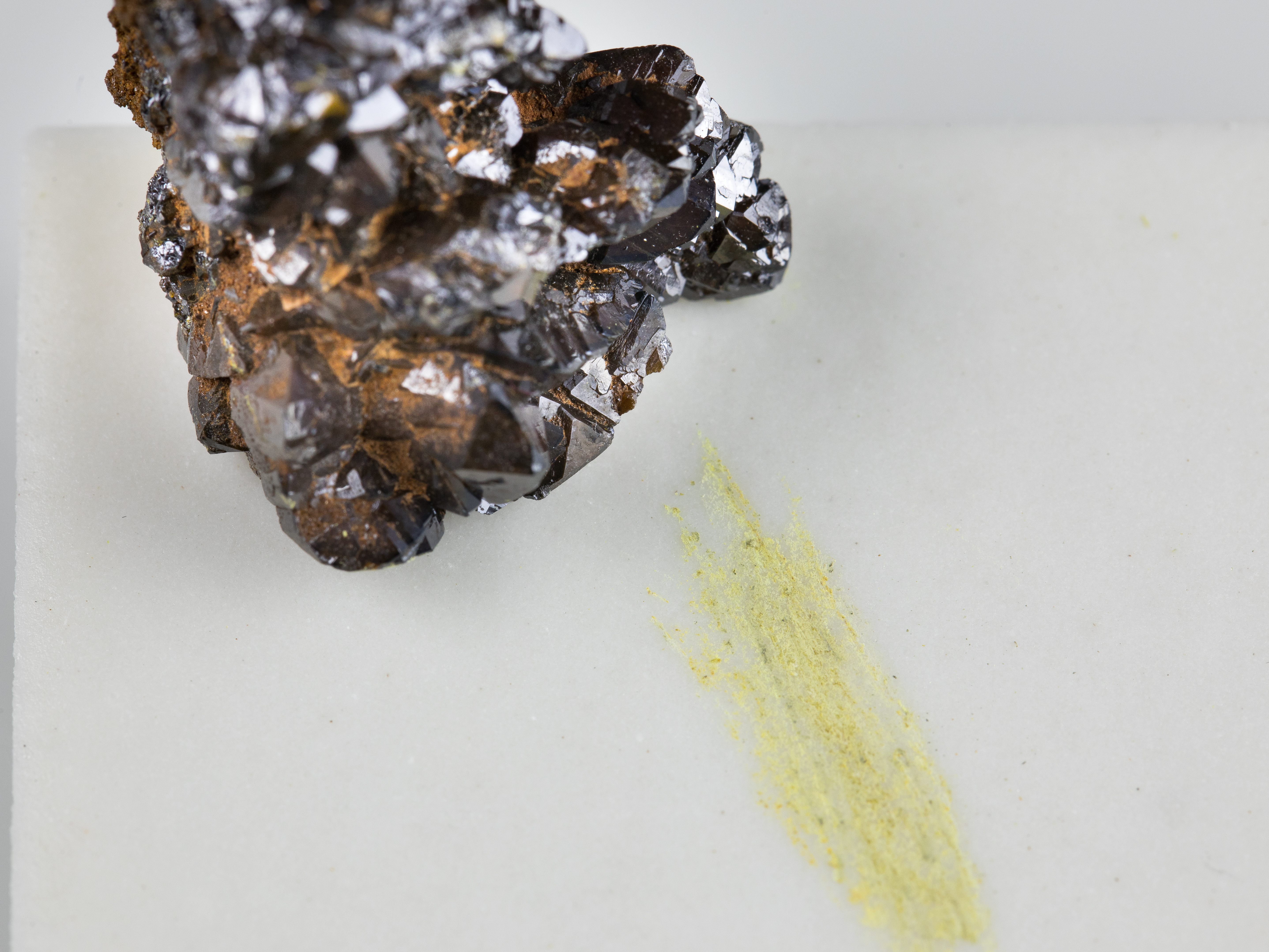
Descloizita
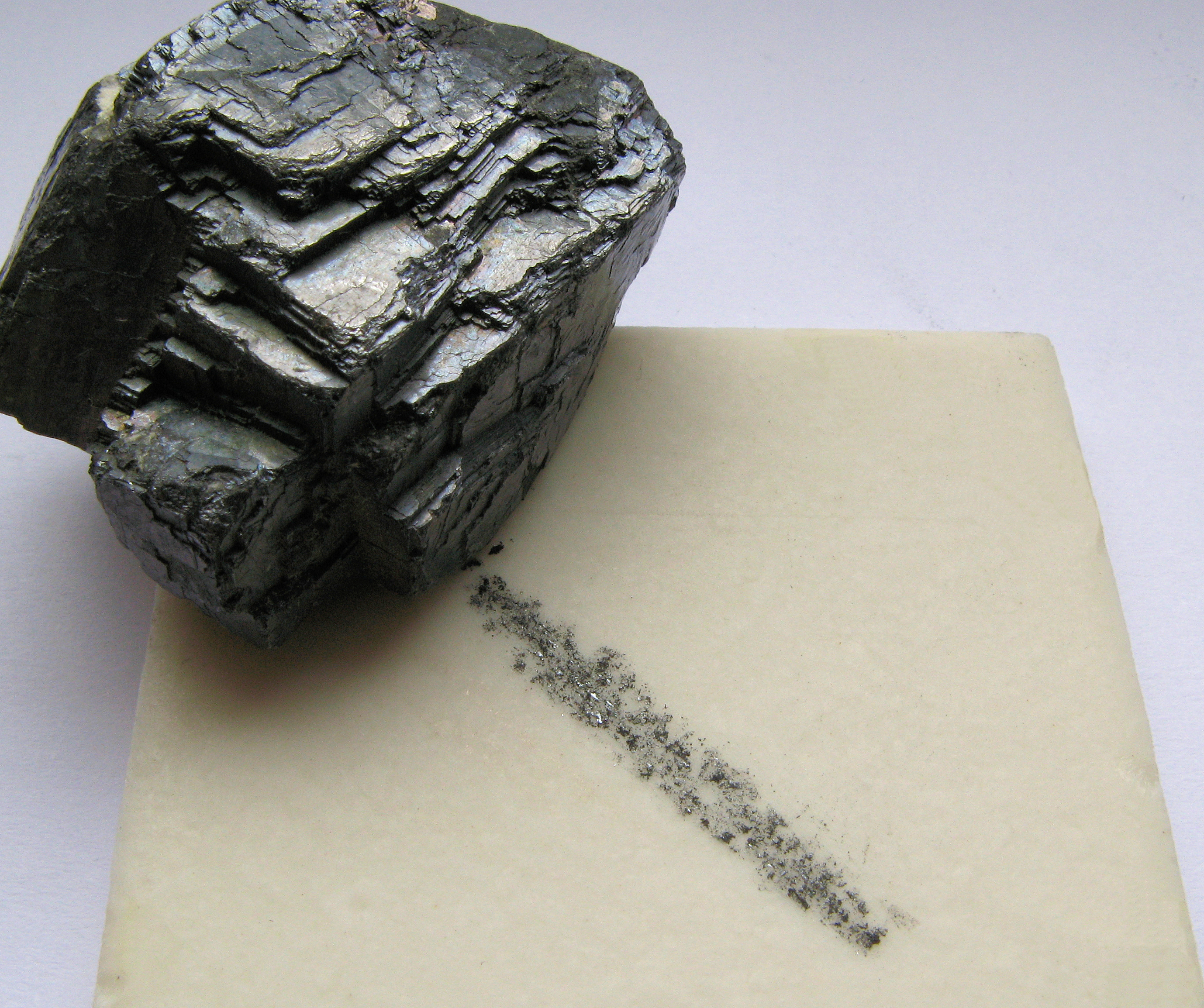
Galena
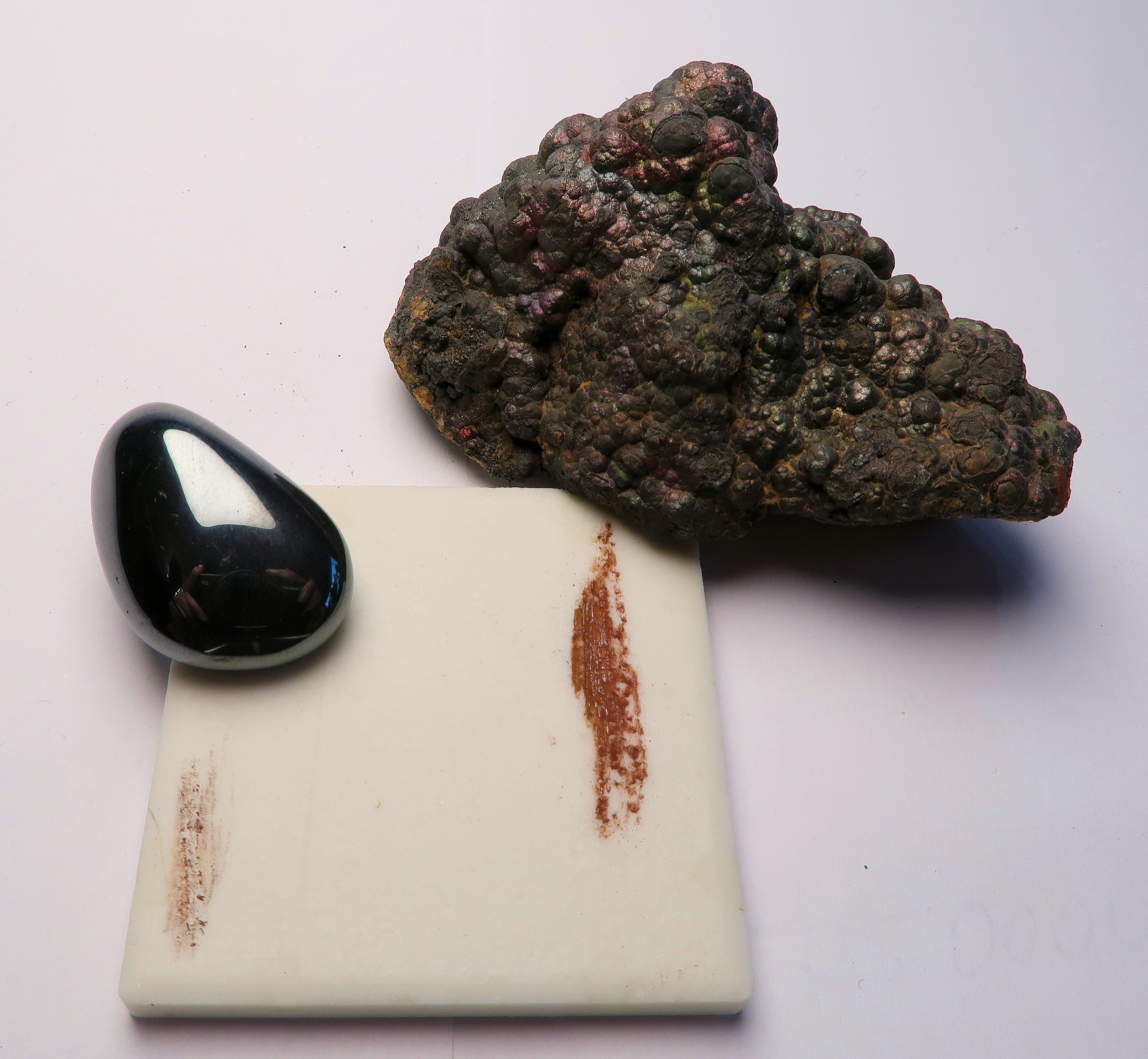
Hematites polit i sense polir
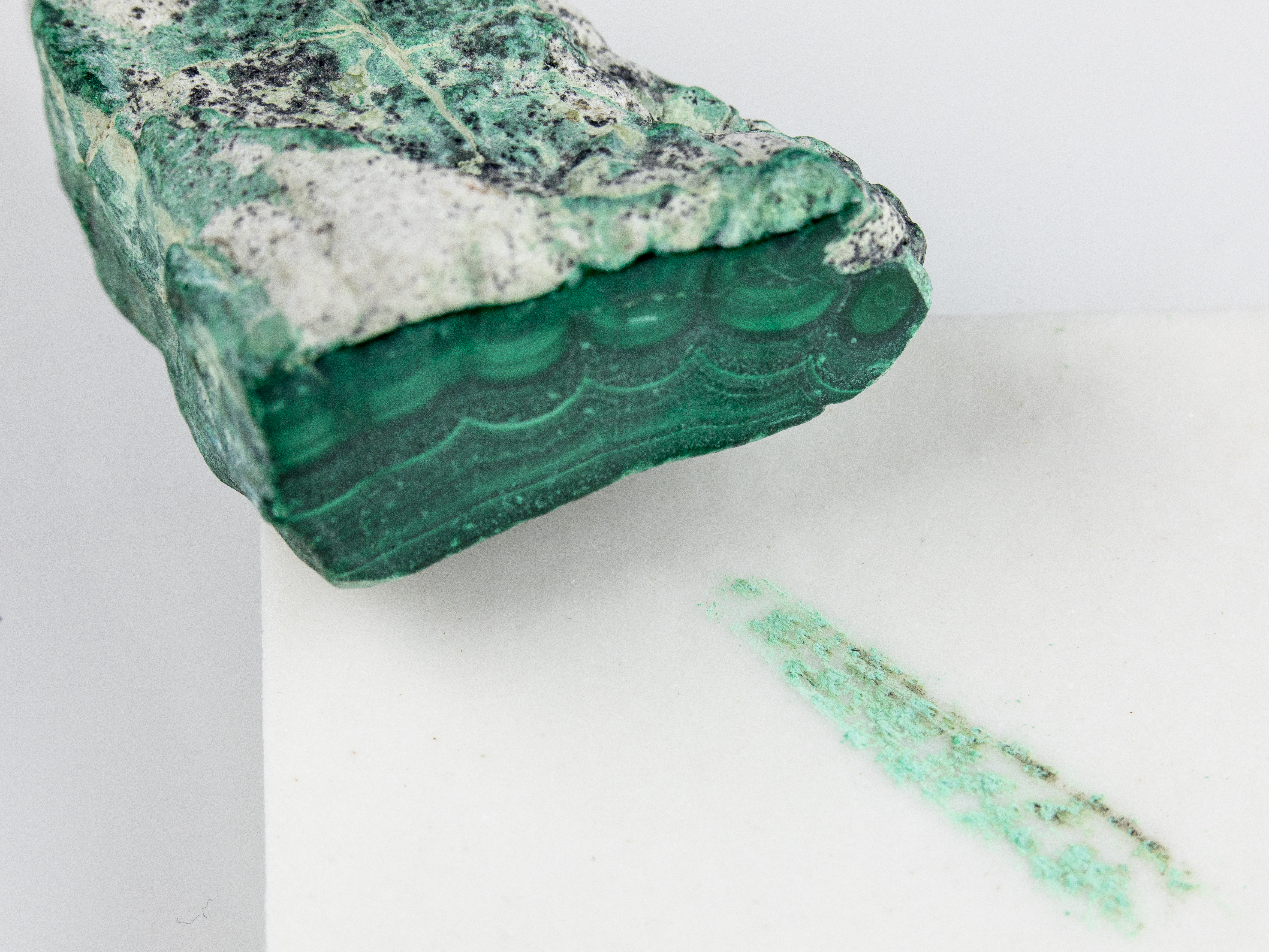
Malaquita
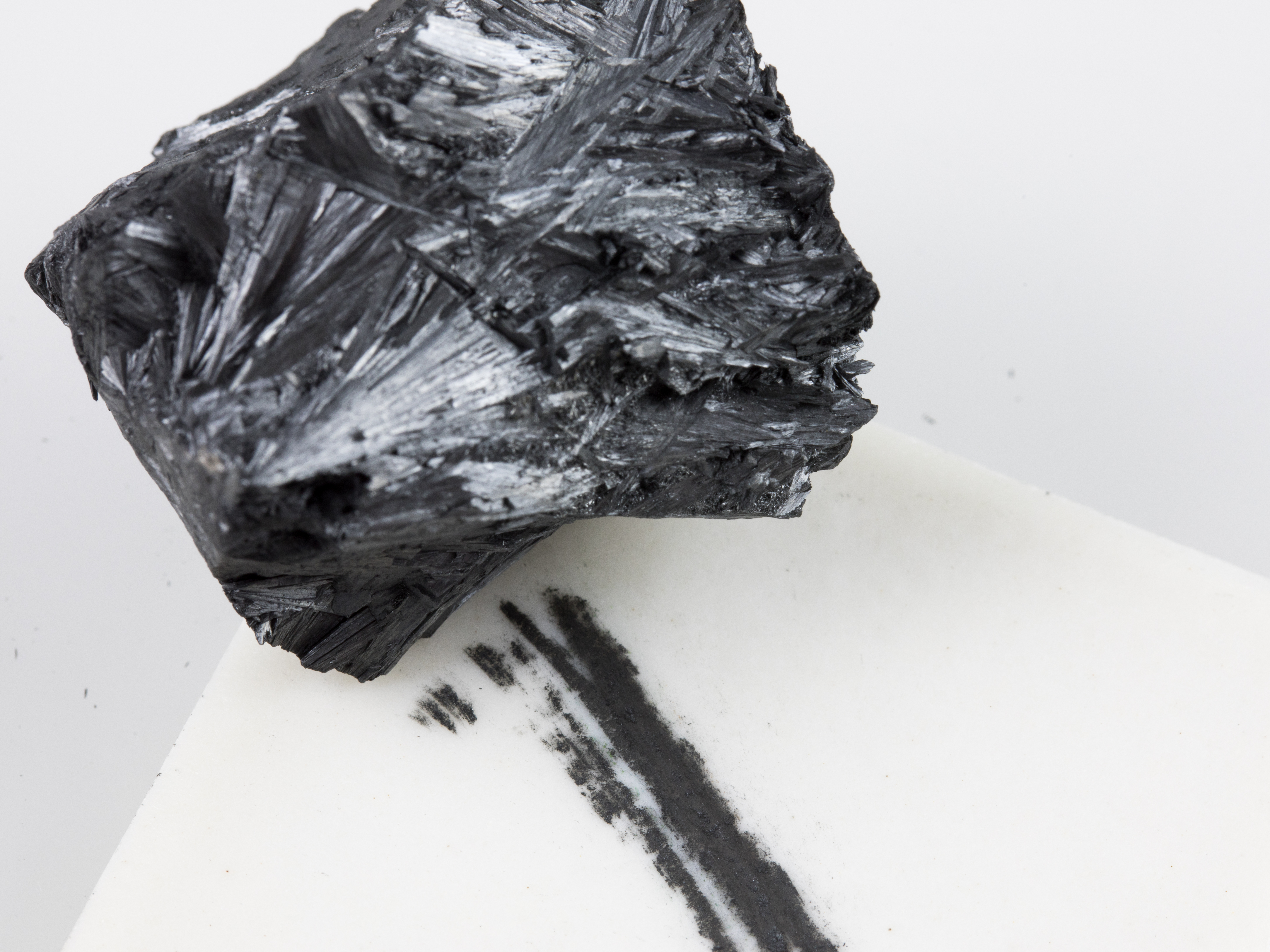
Pirolusita
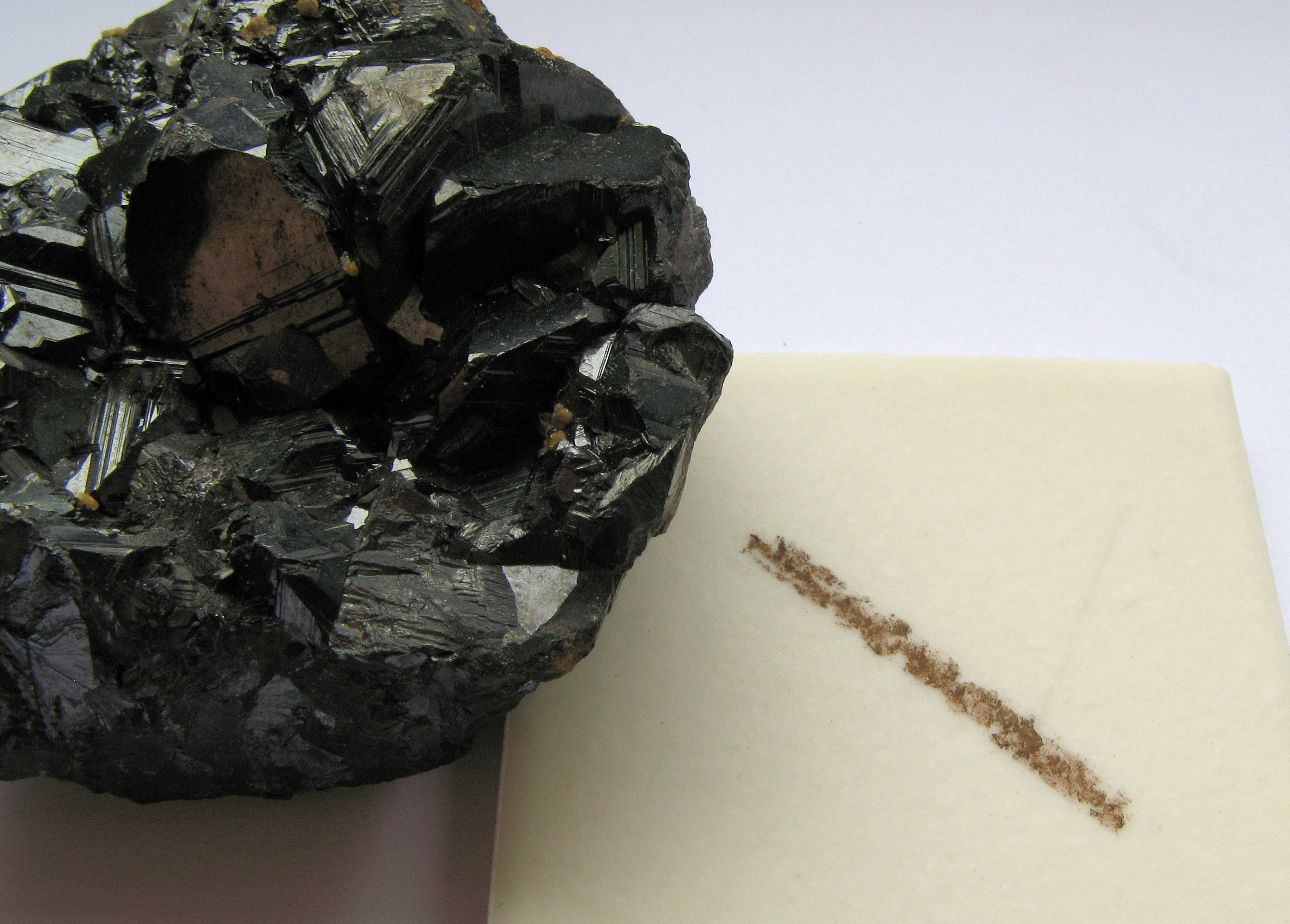
Esfalerita
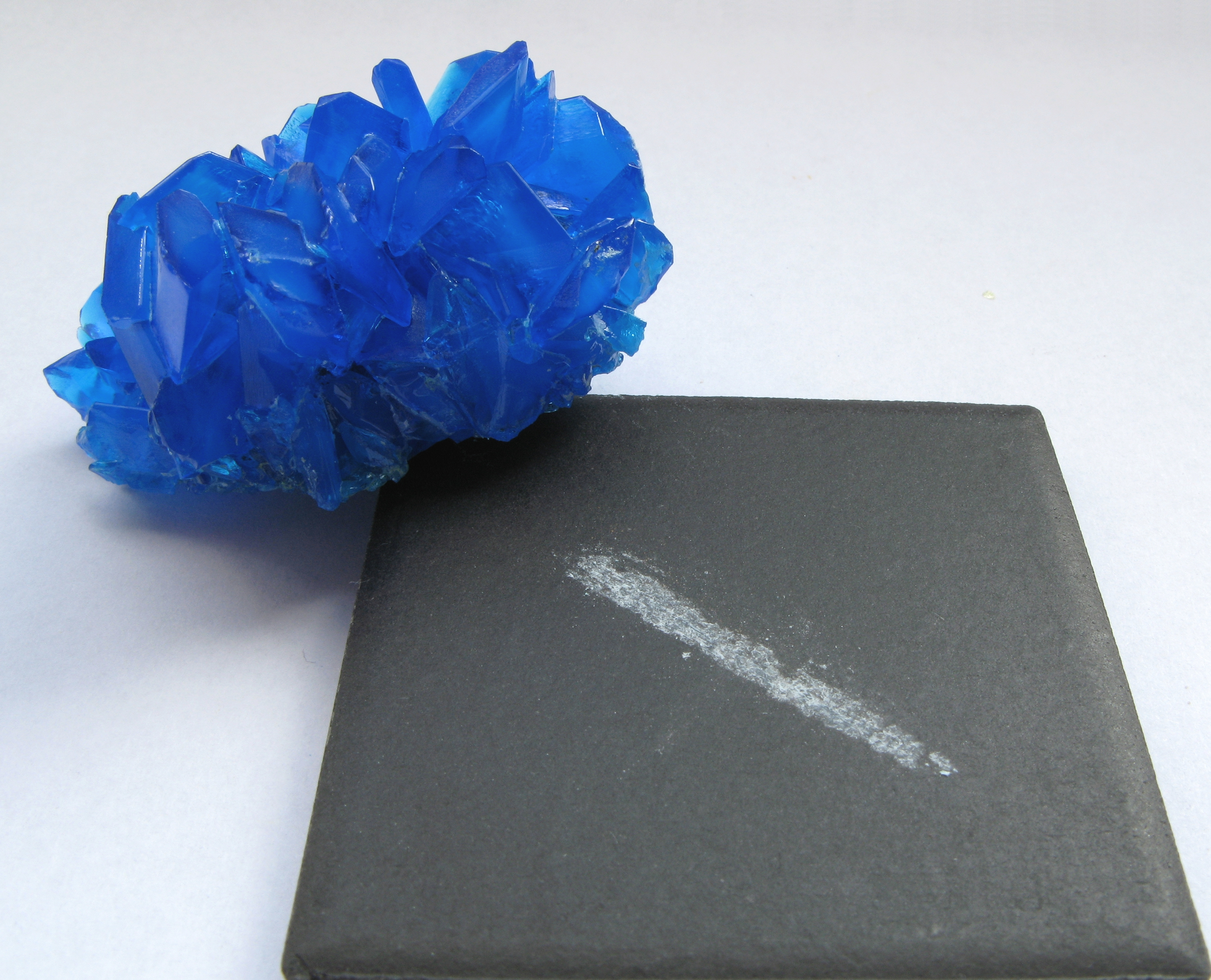
Calcantita
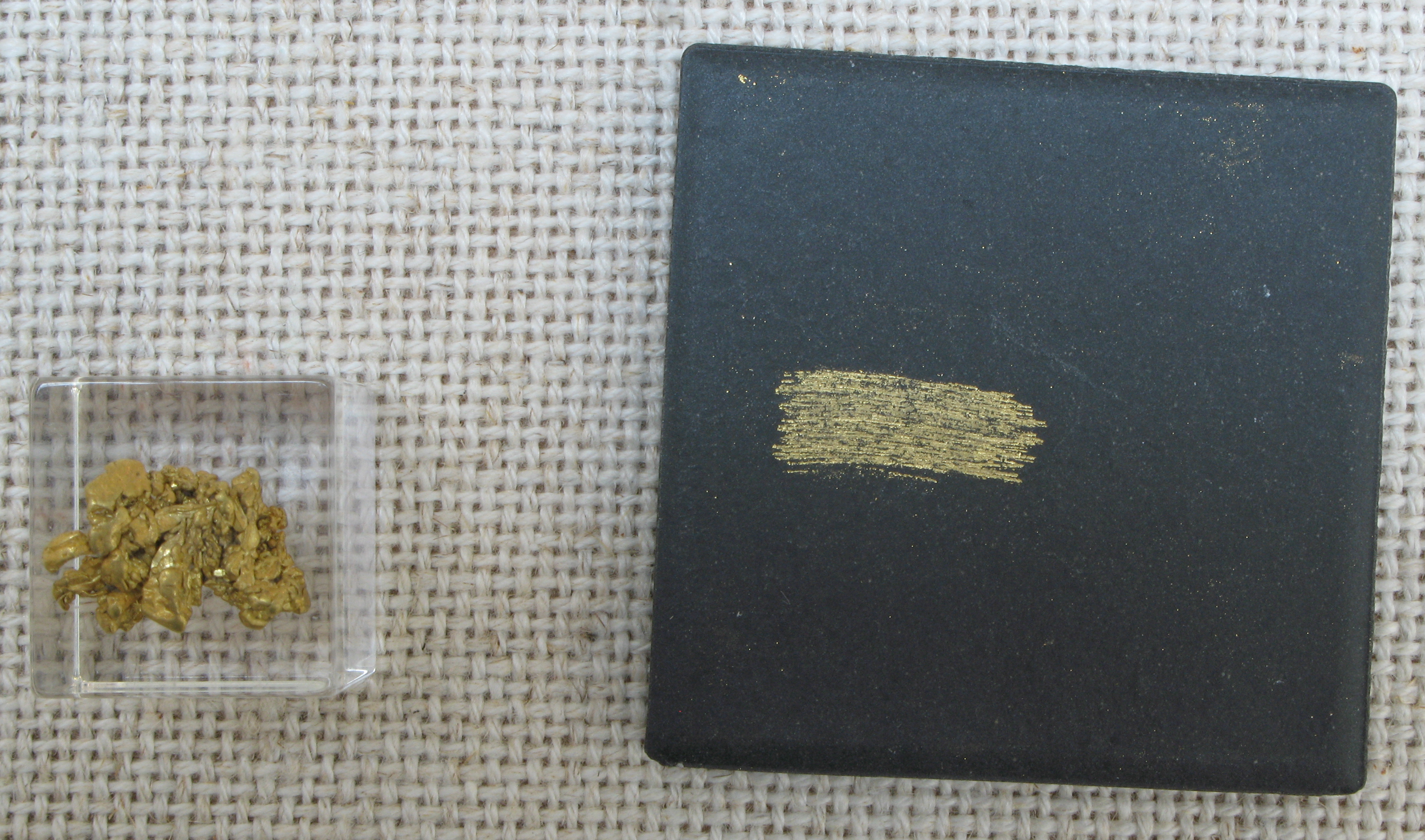
Or nadiu
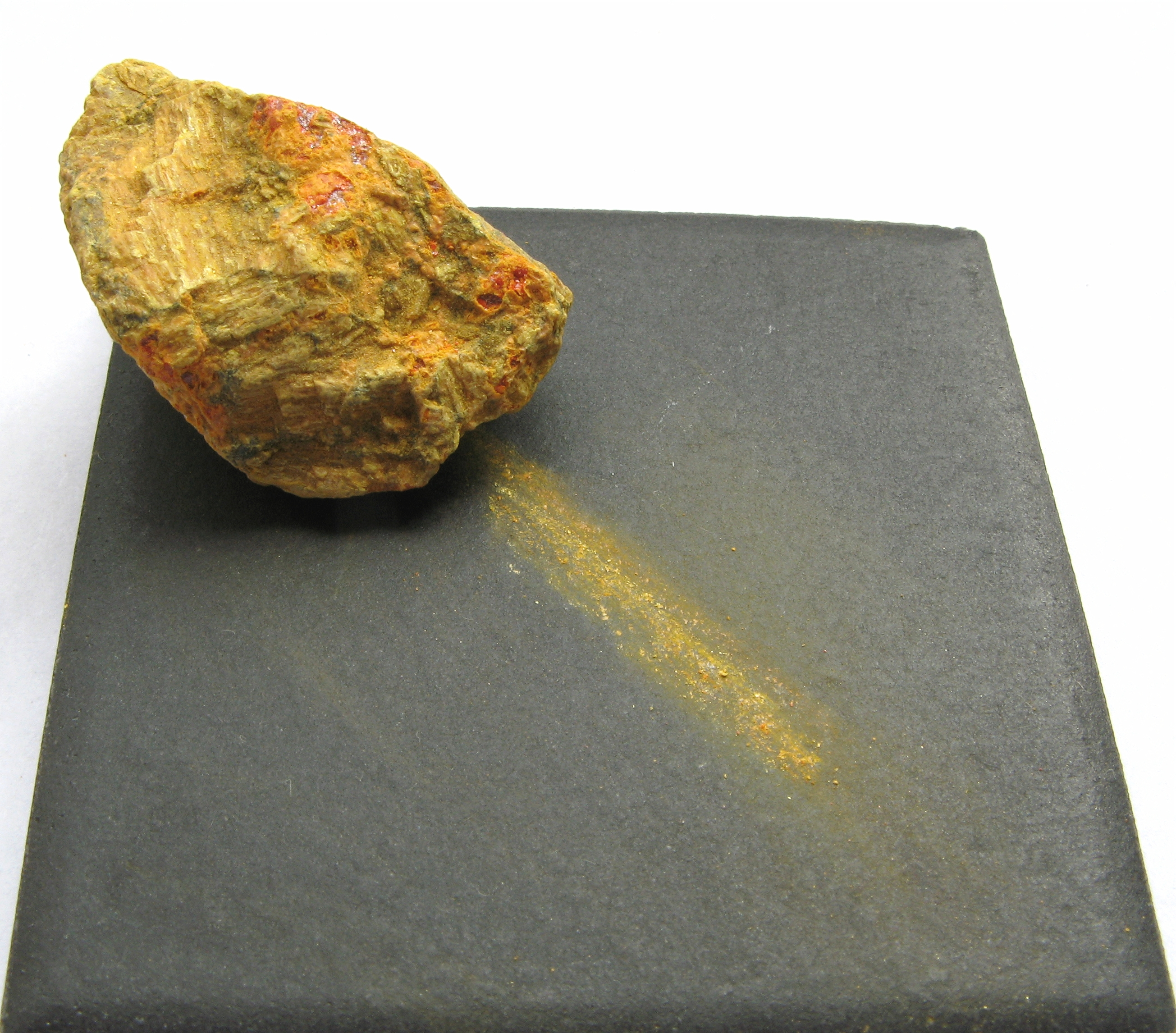
Orpiment
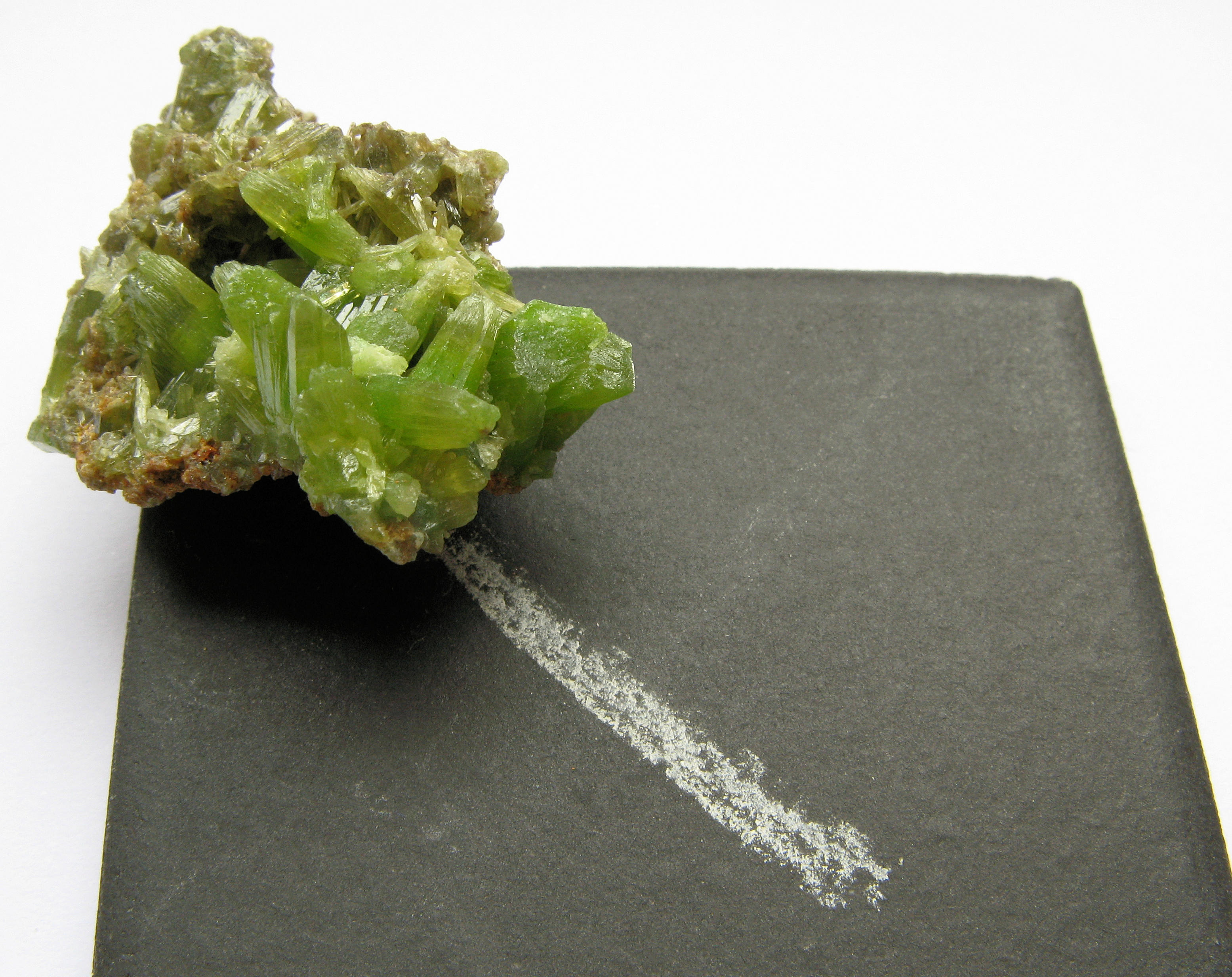
Piromorfita